# سنتنر
سنتنر مخفف (کلمه آلمانی Zentner از کلمه لاتین centum به معنی صد) (به انگلیسی: Quintal) - واحد اندازه‌گیری وزن متریک است و برابر ۱۰۰ کیلوگرم است. هر چند سنتنر کلمه‌ای آلمانی است، اما در خود آلمان یک سنتنر برابر ۱۰۰ پوند متریک یعنی ۵۰ کیلوگرم محاسبه می‌شود.